# جمال متین بولوت‌اوغلولاری
جمال متین بولوت‌اوغلولاری (به ترکی استانبولی: Cemal Metin Bulutoğluları)(زاده ۱۹۶۰ در نیکوزیای شمالی) سیاست‌مدار و شهردار کنونی شهرداری نیکوزیای ترک از حزب دموکرات که اداره‌کننده قسمت شمالی نیکوزیا می‌باشد.